# Seiji Ozawa
Seiji Ozawa (小澤 征爾 Ozawa Seiji, n. 1 septembrie 1935, Shenyang, Manciukuo – d. 6 februarie 2024, Setagaya, Tōkyō, Japonia) a fost un dirijor și muzician japonez, cunoscut în special pentru interpretările lucrărilor romantismului târziu. A ajuns celebru în urma ocupării posturilor de director muzical al Orchestrei Simfonice din Boston (Boston Symphony Orchestra) și de prim-dirijor și director muzical al Operei de Stat din Viena.